# Хиндли, Питер
Питер Хиндли (англ. Peter Hindley; 19 мая 1944, Уэрксоп, Ноттингемшир — 1 февраля 2021) — английский футболист, правый защитник, большую часть карьеры играл за «Ноттингем Форест».

## Биография
В составе «Ноттингем Форест» Хиндли сыграл 366 матчей в чемпионате с 1962 по 1973 год. В сезоне 1966/67 в составе команды становился вице-чемпионом Англии. В 1967 году провёл один матч за сборную Англии до 23 лет. Проведя три года в «Ковентри Сити», в июле 1976 Хиндли присоединился к «Питерборо Юнайтед». Он сыграл за клуб в общей сложности 129 матчей, покинув команду в конце сезона 1978/79. Свой единственный гол за клуб он забил в марте 1977 года, чем помог победить «Нортгемптон Таун» со счётом 3:1.
Его отец, Фрэнк Хиндли, также играл за «Ноттингем Форест».
Он умер утром 1 февраля 2021 года от деменции.